# Спахиу, Бедри
Бедри Спахиу (алб. Bedri Spahiu; 13 июля 1908, Гирокастра — 11 января 1998, Тирана) — албанский коммунистический политик и государственный деятель, член Политбюро ЦК АПТ и правительства НРА. Первый генеральный прокурор НРА, активный участник политических репрессий. В 1955 году выступил за либерализацию режима в духе «хрущёвской оттепели». Был репрессирован, много лет провёл в заключении, затем интернирован. После падения коммунистического режима принёс публичные извинения албанскому народу.

## Артиллерист и партизан
Родился в бедной семье выходцев из деревни. С детства был знаком с Энвером Ходжей, своим ровесником, соседом и приятелем. Начальное образование Бедри Спахиу получил на родине, среднее — в Измире и в итальянской школе Стамбула. Вернувшись в Албанию, в 1927 году поступил на службу в албанскую армию. Служил в артиллерии.
Бедри Спахиу придерживался республиканских взглядов, примыкал к офицерскому заговору против короля Зогу. В 1931 году он стал одним из организаторов подпольной коммунистической ячейки. В 1935 был уволен из армии как «подрывной элемент». После этого работал торговым служащим. В начале итальянской оккупации вступил в Албанскую фашистскую партию, но быстро вышел из-за левых политических взглядов.
В 1941 году Бедри Спахиу вступил в Коммунистическую партию Албании (КПА; с 1948 — Албанская партия труда, АПТ). Стал членом временного ЦК КПА, формировал партийную организацию в Гирокастре. Был одним из ведущих партизанских командиров Национально-освободительной армии. Участвовал в боях против 1-й горнострелковой дивизии вермахта.

## Генпрокурор и министр
Бедри Спахиу состоял в Антифашистском совете национального освобождения. После провозглашения Народной Республики Албании в 1946 году занял пост генерального прокурора НРА. С 1948 состоял в высшем органе партийной власти — Политбюро ЦК АПТ. Был избран в Народное собрание. Получил воинское звание генерал-лейтенанта.
По должности генпрокурора Бедри Спахиу принимал активное участие в политических репрессиях. В 1944—1945 он представлял обвинение в Специальном суде — коммунистическом чрезвычайном трибунале, приговорившем 17 видных противников нового режима к смертной казни и около 40 — к длительным срокам заключения. В 1947 заместитель Спахиу Иосиф Пашко представлял обвинение на процессе Депутатской группы. В 1948 году Спахиу выступал обвинителем на процессе Кочи Дзодзе. 20 февраля 1951 года он участвовал в заседании политбюро, на котором было принято решение о бессудной казни 22 представителей оппозиционной интеллигенции.
В 1952 позиции Спахиу в партийном руководстве ослабли, он был отстранён от должности генпрокурора. Однако в 1953 назначен министром образования и культуры.

## Оппозиционер и заключённый
С середины 1950-х Бедри Спахиу примкнул к группе функционеров АПТ, выступавших за либерализацию режима. Во главе этой группы стоял один из основателей Компартии Албании Тук Якова, его поддерживали Бедри Спахиу, Дали Ндреу, Панайот Плаку, Лири Гега, Лири Белишова. Они высказывались против массовых репрессий, в пользу замедления темпов индустриализации и коллективизации, большего внимания уровню жизни масс, «демократизации партийной жизни».
На пленуме ЦК АПТ в июне 1955 года Бедри Спахиу выступил с критикой политики первого секретаря Энвера Ходжи. В ответ Ходжа обвинил Спахиу в ревизионизме и фашизме. Две недели спустя, 23 июня 1955, Спахиу был арестован Сигурими и вместе с семьёй интернирован в Эльбасане. На министерском посту Спахиу сменил Рамиз Алия. В ноябре 1955 был выслан в Берат обвинённый в титоизме и снятый со всех постов Тук Якова.
XX съезд КПСС, осуждение культа личности Сталина и «Хрущёвская оттепель» в СССР стимулировали активность сторонников Тука Яковы. Плаку, Ндреу, Гега, Белишова ставили вопрос о реабилитации не только Яковы и Спахиу, но также Дзодзе, Кристо и других репрессированных. На апрельской 1956 года партконференции АПТ в Тиране была сделана попытка отстранить Ходжу от власти. Попытка была подавлена, Плаку бежал в Югославию и вскоре убит, Ндреу и Гега расстреляны, Якова умер в тюрьме, Белишова осуждена на длительный срок заключения.
Бедри Спахиу предстал перед судом и 1 июня 1957 года приговорён к 25 годам тюрьмы. Отбывал срок во Влёре, затем в Тиране. Вышел из заключения в октябре 1974, но в 1980 вновь арестован и интернирован. В общей сложности он провёл в условиях лишения свободы почти 30 лет.

## После освобождения
Бедри Спахиу был освобождён 10 мая 1990 года, в ходе падения коммунистического режима в Албании. После отстранения АПТ от власти он перебрался в Тирану. Вёл открытый образ жизни, давал интервью прессе.
В мае 1991 Бедри Спахиу дал интервью газете Tirana observer. Он осудил репрессии коммунистического режима, особенно бессудную расправу над оппозиционерами в 1951 году. Главными виновниками террора Спахиу назвал Энвера Ходжу и Мехмета Шеху. Он дал крайне негативную характеристику Ходже, в котором с ранней юности усматривал черты жестокости, хитрости, аморализма и беспринципности. При этом Спахиу особо отмечал социальное происхождение Ходжи, его принадлежность к знатному и зажиточному слою.
Бедри Спахиу стал одним из немногих коммунистических руководителей, извинившихся перед албанским народом за преступления времён диктатуры, в том числе за собственные действия.
Бедри Спахиу был женат, имел дочь и сыновей. Скончался в возрасте 89 лет.